# Карамаське сільське поселення
Карама́ське сільське поселення (рос. Карамасское сельское поселение) — муніципальне утворення у складі Волзького району Марій Ел, Росія. Адміністративний центр — присілок Чодраял.

## Населення
Населення — 1199 осіб (2019, 1428 у 2010, 1526 у 2002).

## Склад
До складу поселення входять такі населені пункти:
| Населений пункт         | Населення, осіб (2002) | Населення, осіб (2010) |
| ----------------------- | ---------------------- | ---------------------- |
| Малий Карамас, присілок | 2                      | 0                      |
| Новий Карамас, присілок | 329                    | 265                    |
| Нурмучаш, присілок      | 92                     | 79                     |
| Чодраял, присілок       | 1103                   | 1084                   |